# Takafumi Horie

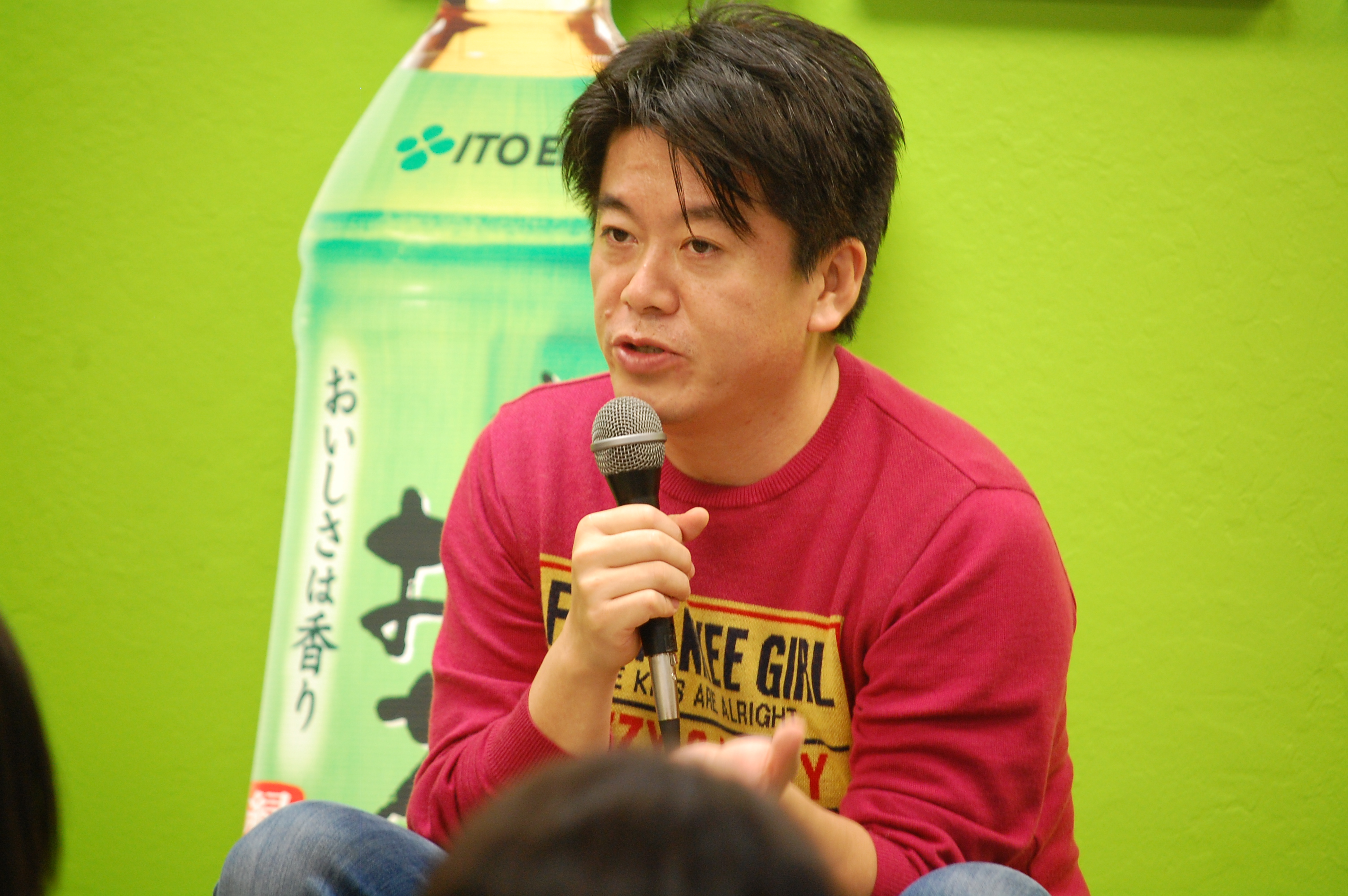
Takafumi Horie in 2014

Takafumi Horie (Japans: 堀江貴文, Horie Takafumi) (Yame, 29 oktober 1972) is een internettycoon uit Japan. Voor vele jonge Japanners is hij de icoon van het nieuw ondernemend Japan. Hij heeft veel jongeren geïnspireerd om voor zichzelf te beginnen. 
Takafumi Horie is de oprichter en topman van het internetbedrijf Livedoor Co. Zijn bedrijf is gezeten in het modieuze Roppongi Hills-complex in Tokio. Horie heeft soms een rebelse manier van bedrijfvoeren. Hij schopte graag tegen de gevestigde orde en daagt de keurige, grijze zakenelite uit. Horie werd als de leider van de Bende van de Heuvels genoemd (zo wordt het publiek van Roppongi genoemd). 
Zijn stijl van bedrijfsvoering wordt gekenmerkt door het aanbieden van diverse diensten via internet en soms stoutmoedige overnamepoging. Zo doet Livedoor Co. een vijandige bod op Fuji TV, de grootste commerciële omroep van Japan. Zijn controverciële stijl in combinatie met zijn sterachtige status was hem noodlottig geworden. Hij werd in januari 2006 beschuldigd van de fraudes met aandelenkoers. Terwijl zijn arrestatie live op tv te zien was kelderde de marktwaarde van zijn bedrijf van $6,3 miljard naar $2,0 miljard in nog geen week tijd. 
Horie heeft machtige vrienden in Japan. Toch hielden de vrienden zich op afstand om niet in de affaire betrokken te worden. Onder zijn vrienden behoort ook de voormalige premier van Japan Koizumi. Koizumi zelf was een icoon voor de nieuwe generatie politici in Japan. Ondanks de populariteit van Horie en ondanks de politieke succes van Koizumi bij de verkiezing van september 2005 heeft de arrestatie van Horie pijnlijk duidelijk gemaakt dat de gevestigde orde in Japan nog steeds een stevige machtbasis heeft.